# 디아블로 III: 영혼을 거두는 자
《디아블로 III: 영혼을 거두는 자》는 2014년 3월 25일에 출시한 《디아블로 III》의 확장팩 버전이다. 2013년 8월 21일 게임스컴 행사에서 처음 공개되었다.
현재 디지털 일반판 및 디지털 딜럭스를 각각 37000원, 57000원에 예약 판매를 하였다.
디지털 딜럭스는 일반판에다가 특별 아이템을 묶은 제품이다. 특별 아이템에는 디아블로 3 유령 사냥개와 심미적 유물, 월드 오브 워크래프트 애완동물 보물 고블린, 스타크래프트 2 성전사 초상화와 문양, 그리고 게임 내에서 사용할 수 있는 날개 등이 포함되어 있다.

## 추가점
- 사용자의 한계 레벨이 60에서 70으로 조정되었으며, 각 직업별 새로운 기술이 추가되었다.
- 새로운 직업 성전사가 추가되었다.
- 5막 서부원정지가 추가되었다.
- 모험 모드, 현상금 사냥, 네팔렘의 차원 균열 등이 추가되었다.
- 새로운 장인 점술사가 추가되었다.
- 새로운 보스 죽음의 대천사 말티엘이 등장한다.

## 평가
| 평가 |            |
| --- | ---------- |
| 통합 점수 통합사 점수 메타크리틱 PC: 87/100 [ 2 ] 평론 점수 평론사 점수 게임스팟 8/10 [ 3 ] IGN 9.1/10 [ 4 ] 폴리곤 9.5/10 [ 5 ] |            |
| 통합 점수 |            |
| 통합사 | 점수       |
| 메타크리틱 | PC: 87/100 |
| 평론 점수 |            |
| 평론사 | 점수       |
| 게임스팟 | 8/10       |
| IGN | 9.1/10     |
| 폴리곤 | 9.5/10     |